# Áed Dub mac Suibni
Áed Dub mac Suibni  roi de Dál nAraidi  et roi d'Ulster  mort en  588. Il est une des identifications possible de l' « Aid» du Baile Chuinn Chétchathaig.

## Conorexte
Les Annales d'Ulster lui accordent un règne de cinq années. Bien que sa généalogie n’ait pas été préservée  le surnom de son père « Araidi » suggère son appartenance à la  dynastie du royaume des « Cruithnes » d’Ulster  le  Dál nAraidi.
Il semble qu’Áed Dub ait pris le contrôle du royaume de Dál nAraidi  en 563  après la bataille de Moin Daire Lothair qui avait opposé les Cruithin au Uí Néill du Nord mais également deux branches des "Cruithin" entre eux
Deux ans après les mêmes annales le considèrent comme le responsable de la mort de l’Ard ri Érenn
Diarmait mac Cerbaill. Le fait qu’il soit considéré comme le meurtrier d’un roi de Tara semble accréditer l’hypothèse qu’il ait été également un prétendant au titre d’Ard ri Érenn. C’est pour cette raison qu’il est une des hypothèses d’identification du roi « Aid »  du Baile Chuinn Chétchathaig.
En tout état de cause il n’accéda au titre de roi Ulster qu’après la mort du représentant de la dynastie rivale des Dál Fiatach: Báetán mac Cairill en 581.
Áed Dub mac Suibni Araidi fut tué par Fiachnae Lurgan un des fils de Báetán mac Eochaid un de ses prédécesseurs sur le trône de Dál nAraidi. La tradition rapporte qu'il fut tué dans un bateau.

## Sources
- (en)  Edel Bhreathnach (sous la direction) The Kingship and landscape of Tara Fours Courts Press for The Discovery Programme Dublin (2005) p. 184 & Table 8 :  Dal nAiraidi pages 354-355  (ISBN 1-85182-954-7).